# Bateau de Lough Lene
Le bateau de Lough Lene est un objet archéologique immergé, situé au fond du lac Lough Lene en Irlande, comté de Westmeath, près de la ville de Collinstown. Il a été découvert en 1968. Une datation au carbone 14 a révélé qu'il avait été construit entre le Ier et le IVe siècle AD.

## Découverte
Le bateau, qui semble être une pirogue monoxyle — canot creusé dans un tronc d'arbre — a été découvert par des plongeurs appartenant au club aquatique local de Mullingar. Les plongeurs l'ont alors déplacé vers des eaux moins profondes puis l'ont tiré sur la rive le 28 septembre 1968 pour fin d'examen par des experts.

## Caractéristiques
Le professeur O hEailidhe du Musée national d'Irlande (National Museum of Ireland) le décrit ainsi :

« Le bateau de Lough Lene combine les techniques de construction de “bateau cousu” avec celle de la construction par tenons et mortaises, selon une technique que l'on n'a jamais retrouvée ailleurs jusqu'à présent. »

## Légende
L'appellation « bateau des moines » provient d'une tradition locale du XXe siècle qui associe le bateau avec les moines de l'abbaye de Fore, maintenant en ruines. Bien que ce canot fut construit plusieurs siècles avant la fondation de l'abbaye, on pense qu'il a pu couler alors qu'il transportait des objets religieux utilisés pour les messes de l'abbaye et du couvent de Nuns Island (Île des Nonnes, au milieu du Lough Lane). Une autre légende dit que les habitants, croyant qu'un mauvais sort avait été jeté au bateau, ne voulaient pas qu'il fut renfloué.
À cause de sa possible origine britto-romaine, des spéculations ont lieu qui établiraient un lien entre le navire et Saint Patrick. Selon les Annales d'Ulster (un document du Moyen Âge tardif dans lequel les datations, spécialement celles d'évènements anciens, sont suspectes), l'époque de la vie de Saint Patrick coïncide avec l'estimation scientifique de la période où fut construit le bateau.

## La cloche de Lough Lene

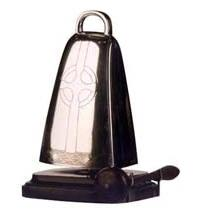
La cloche de Lough Lene (réplique)

En 1882, M. William Barlow Smythe, propriétaire du domaine Barbavila, présenta la cloche de Lough Lene à la Royal Irish Academy.  La cloche avait été découverte l'année précédente par un garçon qui pêchait l'anguille sur Castle Island, alors propriété de M. Smythe.
De par sa proximité avec l'abbaye de Fore, le propriétaire présumait que la cloche devait appartenir à l'abbaye de Saint Feichin ; Pendant les exactions vikings et Anglo-Normandes, il se peut qu'elle ait été mise à l'abri à Nuns Island, avant d'être plus tard cachée sur Castle Island.
Sur les deux faces opposées de la cloche apparaissent les contours peu visibles de la croix celtique chrétienne. La périphérie comporte une frise ornementale en entrelacs. Smythe a établi que l'ornementation était généralement réservée pendant cette période pour les sanctuaires, et par conséquent était très inhabituelle.
La cloche ressemble beaucoup à deux autres, datées de cette époque du début du christianisme. Ces dernières ont été découvertes à Bangor, Comté de Down en 1832, et à  Cashel (Comté de Tipperary) et 1849. Smythe, le propriétaire de Barbavila, pensait que celle de Lough Lene était contemporaine de ces cloches, estimées être du VIIe siècle ; cela allait ainsi dans le sens de sa propre théorie, proposant que la cloche puisse être une relique de l'abbaye de Saint Feichin.
La commission du patrimoine (Folklore Commission) détient également un compte-rendu de la découverte de la cloche par Kit « The Blade » Fagan, ce qui entraîna une chasse au trésor pour tenter de découvrir d'autres objets dans les environs de Collinstown et de Fore.
La cloche de Lough Lene authentique est maintenant conservée au Musée national. Une réplique en demi grandeur trône à une place de choix à Dáil Éireann en tant que « Cloche de Ceann Comhairle ». Cette réplique a été offerte au  Dáil en 1931 par la veuve du major Bryan Cooper, ancien membre du Parlement.